# 毛一鹭
毛一鷺（1581年—1628年），字序卿，號孺初，浙江嚴州府遂安縣汾口鎮毛家村人，明朝政治人物。

## 生平
萬曆三十一年（1603年）癸卯科浙江鄉試舉人，三十二年（1604年）聯捷甲辰科進士。工部觀政，授松江府推官，三十四年（1606年）任上海縣知縣，三十八年（1610年）考選，四十年（1612年）授廣東道御史，四十二年（1614年）巡按貴州，四十三年（1615年）丁憂，四十六年（1618年）起補廣東道御史，巡按漕運，四十八年（1620年）提督蘇松等處學政。
天啟二年（1622年）升大理寺右寺丞，三年（1623年）升大理寺右少卿，五年（1625年）升右僉都御史、巡撫應天，期間依附閹黨，為魏忠賢立生祠於蘇州虎丘。六年（1626年）三月毛一鷺與織造太監李實構陷東林黨人周順昌等，激起蘇州民憤。魏忠賢派錦衣衛到蘇州與毛一鷺、御史徐吉逮捕周順昌時，蘇州人民激於義憤，數萬人雲集衙門，包圍痛打錦衣衛，打死一人，其餘錦衣衛負傷逃跑（開讀之變），毛一鷺躲到廁所而僥倖逃脫，事後逮捕並處死蘇州人顏佩韋等五人。同年升南京兵部右侍郎，七年（1627年）升南京兵部左侍郎，七月養病辭官，獲准，崇禎元年（1628年）卒。

## 著作
有《雲間讞略》，明刊本十卷，五、六兩卷缺佚，現存八卷。為毛一鷺於萬曆年間任松江府推官期間編著，是一部司法文件匯編。

## 佚事
《古今圖書集成》載：撫臺毛孺初痢如魚腦，腸鳴切痛，聞食則嘔，所服皆芩、連、木香、菖蒲、藿香、橘紅、芍藥而已。後有進四君子湯者，疑而未果，飛艇相招，兼夜而往，診得脈雖洪大，按之無力，候至右尺，倍覺濡軟。余曰：「命門火衰，不能生土，亟須參附可以回陽。」孺初曰：「但用參朮，可得愈否？」余曰：「若無桂、附，雖進參朮，無益於病，且脾土大虛，虛則補母，非補火乎？」遂用人參五錢，熟附一錢五分，炮薑一錢，白朮三錢，連進三劑，吐止食粥。再以補中益氣加薑、附，十四劑後，即能視事。

## 家族
祖父毛存元。族兄毛一公，官至南京光祿寺少卿。